# جيتسي
جيتسي (من البلغارية: жици — «الأسلاك») عبارة عن مجموعة من تطبيقات الصوت (VoIP) ومؤتمرات الفيديو والمراسلة الفورية متعددة المنصات المجانية والمفتوحة المصدر لمنصة الويب وأنظمة التشغيل ويندوز ولينكس وماك أو إس وآي أو إس وأندرويد. بدأ مشروع جيتسي مع برنامج جيتسي سطح المكتب (المعروف سابقًا باسم جهاز اتصال بروتوكول بدء جلسة). مع نمو ويب آر تي سي، تحول تركيز فريق المشروع إلى جيتسي فيديوبريدج للسماح بإجراء مكالمات فيديو متعددة الأطراف عبر الويب. وفي وقت لاحق، أضاف الفريق لقاء جيتسي، وهو تطبيق كامل لمؤتمرات الفيديو يتضمن عملاء الويب وأندرويد وآي أو إس. تدير جيتسي أيضًا meet.jit.si، وهي نسخة من لقاء جيتسي تستضيفها جيتسي للاستخدام المجتمعي المجاني. وتشمل المشاريع الأخرى: جيغاسي، وليب-لقاء-جيتسي، وجيديشا، وجيستي.
حصلت جيتسي على الدعم من مؤسسات مختلفة مثل مؤسسة إن إل نت، وجامعة ستراسبورغ ومنطقة الألزاس، وخدمات استشارات البيانات، والمفوضية الأوروبية كما كانت لها مشاركات متعددة في برنامج صيف جوجل البرمجي.

## التاريخ
بدأ العمل على جيتسي (الذي كان يُعرف آنذاك باسم جهاز اتصال بروتوكول بدء جلسة) في عام 2003 في سياق مشروع طلابي من قِبَل إميل إيفوف في جامعة ستراسبورغ. تم إصداره في الأصل كمثال لهاتف فيديو في مجموعة جاين-سيب وتم إطلاقه لاحقًا كمشروع مستقل.

### بلوجيمب (2009–2015)
في عام 2009، أسس إميل إيفوف شركة بلوجيمب، التي وظفت بعض المساهمين الرئيسيين في جيتسي، من أجل تقديم خدمات الدعم والتطوير المهني المتعلقة بالمشروع.
في عام 2011، بعد إضافة الدعم بنجاح لاتصالات الصوت والفيديو عبر ملحقات جنغل الخاصة ببروتوكول الحضور والمراسلة القابل للتوسعة، تمت إعادة تسمية المشروع إلى جيتسي لأنه لم يعد «برنامج اتصال بروتوكول بدء جلسة فقط». هذا الاسم نشأ من الكلمة البلغارية «жици» (الأسلاك).
قدمت شركة جيتسي جسر الفيديو في عام 2013 لدعم مكالمات الفيديو متعددة الأطراف مع عملاء جيتسي باستخدام بنية وحدة التوجيه الانتقائي (SFU) الجديدة. في وقت لاحق من ذلك العام تمت إضافة الدعم الأولي إلى جيتسي فيديوبريدج مما يسمح بإجراء مكالمات ويب آر تي سي من المتصفح. لتوضيح كيفية استخدام جيتسي فيديوبريدج كخدمة إنتاج، عرضت بلوجيمب استخدامًا مجانيًا لنظامها المستضاف على meet.jit.si.
في 4 نوفمبر 2014، حصلت «جيتسي + أوستيل» على 6 نقاط من أصل 7 على بطاقة الأداء الخاصة بالمراسلة الآمنة لمؤسسة الحدود الإلكترونية. لقد خسروا نقطة لأنه لم يتم إجراء تدقيق مستقل للكود مؤخرًا.
في الأول من فبراير 2015، أصدر هريستو تيريزوف وإنجو باورزاكس وبقية الفريق الإصدار 2.6 من جناحهم في مؤتمر مطوري البرمجيات الحرة والمفتوحة المصدر الأوروبي 2015 في بروكسل. يتضمن هذا الإصدار إصلاحات أمنية، ويزيل دعم بروتوكول إم إس إن القديم، إلى جانب SSLv3 في بروتوكول الحضور والمراسلة القابل للتوسعة. ومن بين التحسينات الأخرى الجديرة بالملاحظة، نظام التشغيل تتضمن النسخة X حزمة جافا 8 وقت التشغيل، يمكّن إلغاء الصدى بشكل افتراضي، ويستخدم نظام كور أوديو الفرعي. يعالج إصدار لينكس مشكلات الخطوط مع المظهر والشعور الأصليين لـGTK+، ويصلح بعض المشكلات طويلة الأمد حول إعداد مستوى الميكروفون أثناء المكالمة عند استخدام نظام الصوت بلس أوديو. يضيف هذا الإصدار أيضًا قاعدة بيانات جافا المضمنة قاعدة بيانات هايبر إس كيو إل لتحسين الأداء للمستخدمين الذين لديهم ملفات تكوين ضخمة، وهي ميزة معطلة بشكل افتراضي. تتوفر قائمة كاملة بالتغييرات على موقع المشروع على الويب.

### ملكية أتلاسيان (2015–2018)
استحوذت شركة أتلاسيان على بلوجيمب في 5 أبريل 2015. بعد الاستحواذ، توقف فريق جيتسي الجديد التابع لشركة أتلاسيان عن أعمال التطوير الجديدة ذات المغزى في مشروع جيتسي سطح المكتب وقام بتوسيع جهوده في المشاريع المتعلقة بجيتسي فيديوبريدج ولقاء جيتسي. تم الحفاظ على مشروع جيتسي سطح المكتب من خلال المساهمات المنتظمة من مجتمع المصدر المفتوح.
في عام 2017، تمت إضافة جيتسي كأداة إلى عميل المراسلة الفورية إيلمنت.

### 8 إكس 8 (2018–)
في أكتوبر 2018، استحوذت شركة 8 إكس 8 على جيتسي من شركة أتلاسيان.

## المشاريع الأولية

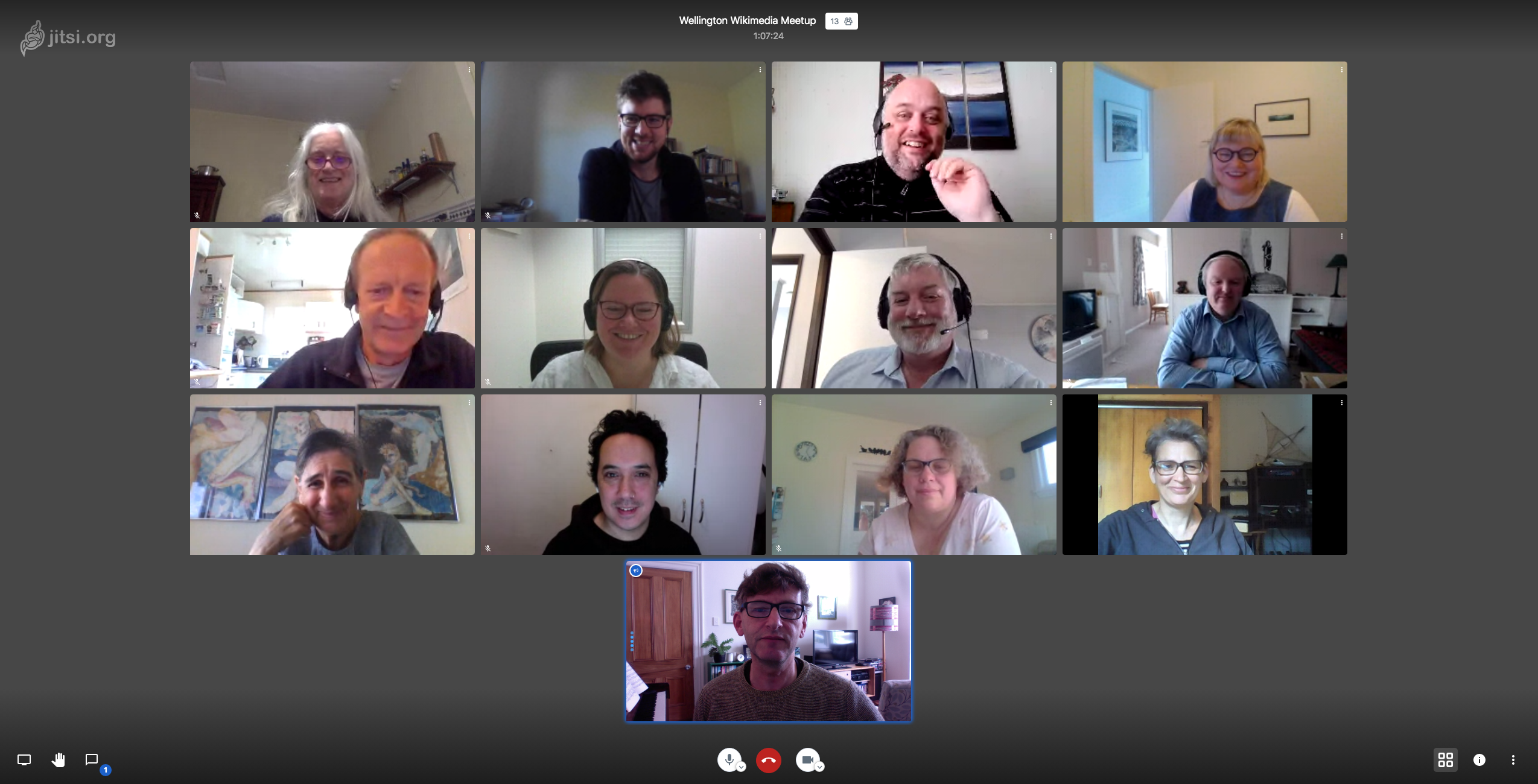
مؤتمرات الفيديو في جيتسي

يحتوي مستودع جيتسي مفتوح المصدر على غيت هاب حاليًا على 132 مستودعًا. وتشمل المشاريع الرئيسية ما يلي:
لقاء جيتسيخادم مؤتمرات الفيديو مصمم للتثبيت السريع على خوادم دبيان / أوبونتو
جيتسي فيديوبريدجمحرك وحدة إعادة التوجيه الانتقائي ويب آر تي سي لتشغيل المؤتمرات متعددة الأطراف
جيغاسيتطبيق على جانب الخادم يسمح لعملاء بروتوكول بدء جلسة العاديين بالانضمام إلى مؤتمرات لقاء جيتسي التي تستضيفها جيتسي فيديوبريدج
ليب-لقاء-جيتسيواجهة برمجة تطبيقات جافا سكريبت منخفضة المستوى لتوفير واجهة مستخدم مخصصة للقاء جيتسي
جيديشاملحق كروم للقاء جيتسي
جيتسييُعرف باسم جيتسي سطح المكتب، وهو تطبيق للتواصل الصوتي والفيديو والدردشة يدعم بروتوكولات مثل بروتوكول بدء جلسة وبروتوكول الحضور والمراسلة القابل للتوسعة /جابر وإيه آي إم/آي سي كيو وآي آر سي.

### لقاء جيتسي

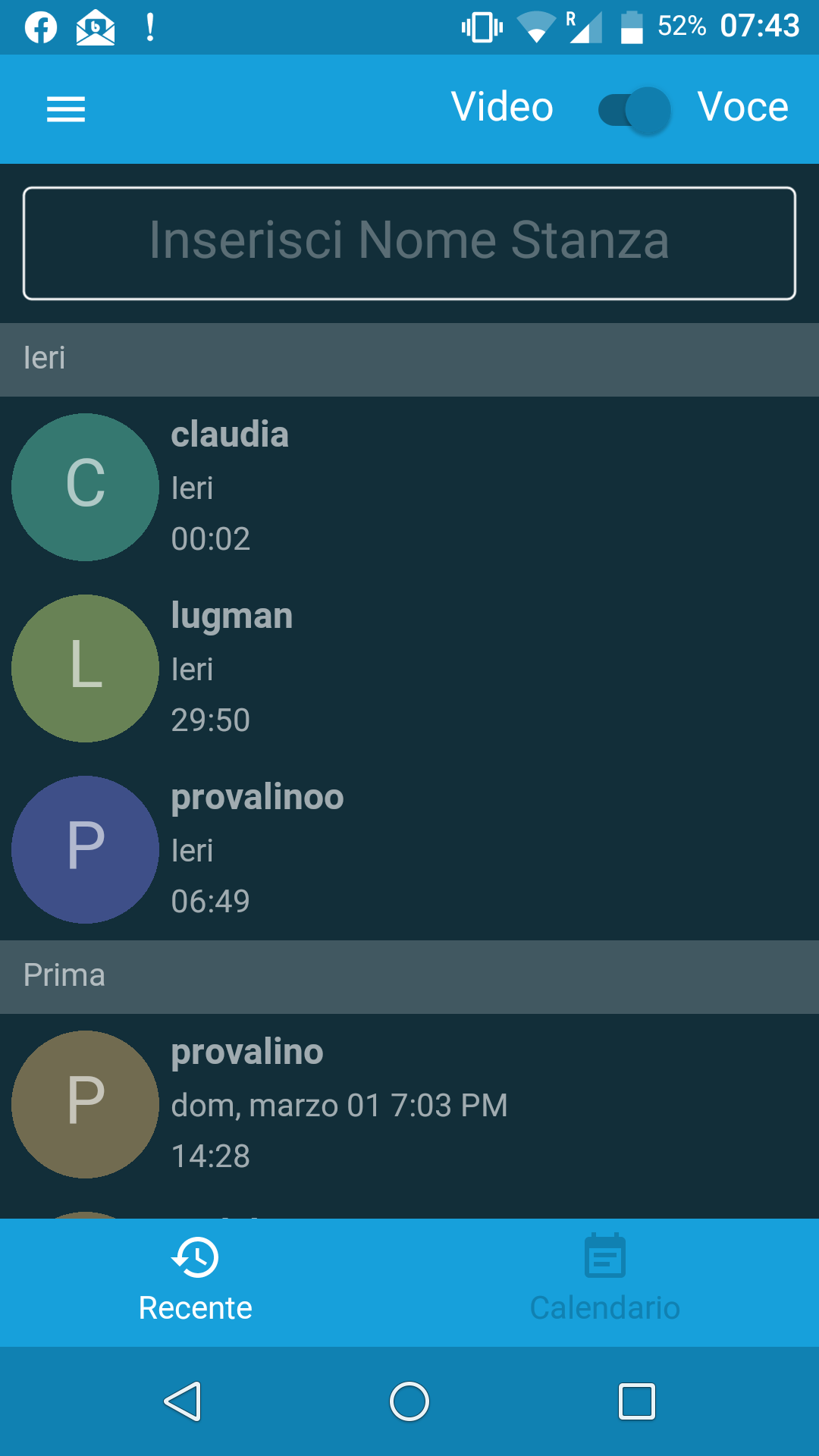
تطبيق لقاء جيتسي للأندرويد

لقاء جيتسي هو تطبيق جافا سكريبت ويب آر تي سي مفتوح المصدر يستخدم في المقام الأول لمؤتمرات الفيديو. بالإضافة إلى الصوت والفيديو، تتوفر إمكانية مشاركة الشاشة، ويمكن دعوة أعضاء جدد عبر رابط تم إنشاؤه. يمكن الوصول إلى الواجهة عبر متصفح الويب أو باستخدام تطبيق الهاتف المحمول. يمكن تنزيل برنامج خادم لقاء جيتسي وتثبيته على أجهزة الكمبيوتر التي تعمل بنظام لينكس. يحتفظ مالك جيتسي 8 إكس 8 بخادم مجاني للاستخدام العام لما يصل إلى 100 مشارك على meet.jit.si.

#### الميزات الرئيسية للقاء جيتسي
- نفذت شركة جيتسي التشفير من البداية إلى النهاية (إي 2 إي إي) مع إدارة المفاتيح الديناميكية في عام 2021.[49] لقد تم التخلص من تكوينات إي 2 إي إي الثابتة الأصلية[50] والتي كانت مطلوبة في البداية أثناء تنفيذ نظام إدارة المفاتيح الديناميكي لأول مرة وتمت إزالتها وإضافة دعم إضافي لتطبيقات الهاتف المحمول.[51] بالإضافة إلى ذلك، يضيف جيتسي فيديوبريدج (JVB) طبقة إضافية من تشفير تي إل إس في طبقة النقل بين الخادم وعملاء سطح المكتب/الهاتف المحمول/واجهة برمجة التطبيقات (API) لتحسين الأمان.
- التسجيل: يوفر جيتسي القدرة على تسجيل الاجتماعات عن طريق بثها على اليوتيوب. تحتاج عمليات نشر لقاء جيتسي التي يتم تثبيتها ذاتيًا إلى تثبيت جبري وإعداده لدعم هذه الإمكانية.[52] يتمتع العميل أيضًا بالقدرة على حفظ التسجيل المحلي.
- باستخدام متصفح ويب متوافق مع المعايير فقط لتشغيل لقاء جيتسي في المتصفح، لا يلزم وجود برنامج عميل إضافي إلى جانب المتصفح للانضمام إلى اجتماع جيتسي.[53]

### جيتسي فيديوبريدج
جيتسي فيديوبريدج هو حل لمؤتمرات الفيديو يدعم ويب آر تي سي الذي يسمح بالاتصالات المرئية بين عدة مستخدمين. إنه وحدة إعادة توجيه انتقائية (SFU) ولا تقوم إلا بإعادة توجيه التدفقات المحددة إلى المستخدمين الآخرين المشاركين في مكالمة مؤتمر الفيديو، وبالتالي فإن قوة وحدة المعالجة المركزية ليست بالغة الأهمية للأداء.

### جيتسي سطح المكتب
أفرزت جيتسي بعض المشاريع الشقيقة مثل جيتسي فيديوبريدج وحدة التوجيه الانتقائي (SFU) ولقاء جيتسي، وهو تطبيق لعقد المؤتمرات عبر الفيديو والويب. لتجنب سوء الفهم بسبب الشعبية المتزايدة لهذه المشاريع الأخرى من جيتسي، تمت إعادة تسمية تطبيق عميل جيتسي باسم جيتسي سطح المكتب.
في الأصل، كان المشروع يستخدم في الغالب كأداة تجريبية بسبب دعمه لبروتوكول الإنترنت (الإصدار السادس). مع مرور السنين، ومع زيادة عدد الأعضاء في المشروع، أضاف المشروع أيضًا دعمًا لبروتوكولات أخرى غير بروتوكول بدء جلسة.
لم يعد جيتسي سطح المكتب خاضعًا للصيانة النشطة من قبل فريق جيتسي، ولكن لا يزال يتم صيانته من قبل المجتمع.
الميزات

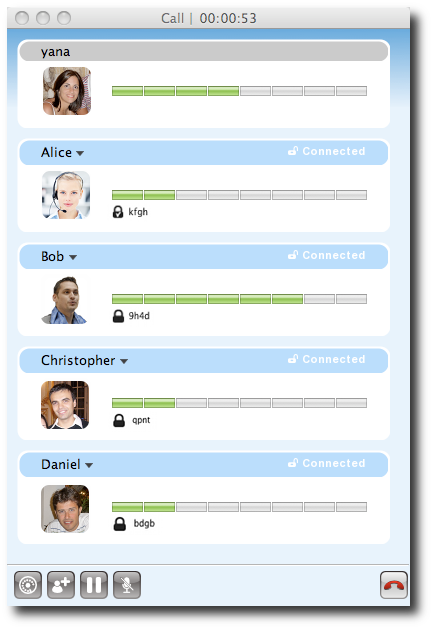
نافذة مكالمة المؤتمر في جيتسي سطح المكتب على نظام التشغيل ماك أو إس

يدعم جيتسي أنظمة تشغيل متعددة، بما في ذلك ويندوز بالإضافة إلى أنظمة التشغيل المشابهة ليونكس مثل لينكس و ماك أو إس وتوزيعة برمجيات بيركلي. يمكن تنزيل التطبيقات المحمولة على آب ستور لنظام آي أو إس وعلى جوجل بلاي ومنصة إف-درويد لنظام أندرويد. ويشمل أيضًا:
- تحويل المكالمات الحضورية والمكفوفة
- ابتعاد تلقائي
- إعادة الاتصال التلقائي
- الرد التلقائي والتوجيه التلقائي
- تسجيل المكالمات
- تشفير المكالمات باستخدام إس آر تي بي وزي آر تي بي
- مكالمات المؤتمرات
- إنشاء اتصال مباشر بالوسائط باستخدام بروتوكول تأسيس الاتصال التفاعلي
- البث عبر سطح المكتب
- تخزين كلمة المرور المشفرة باستخدام كلمة مرور رئيسية
- نقل الملفات لـ بروتوكول الحضور والمراسلة القابل للتوسعة و برنامج إيه أو إل للمراسلة الفورية / آي سي كيو وويندوز لايف ماسنجر وياهو! ماسنجر
- تشفير الرسائل الفورية باستخدام الرسائل غير الرسمية (تشفير من البداية إلى النهاية)
- دعم IPv6 لـ بروتوكول بدء جلسة وبروتوكول الحضور والمراسلة القابل للتوسعة
- نقل الوسائط باستخدام بروتوكول التنقل باستخدام التتابعات حول نات
- إشارة انتظار الرسالة (آر إف سي 3842)
- مكالمات صوتية وفيديو لبروتوكول بدء جلسة وبروتوكول الحضور والمراسلة القابل للتوسعة باستخدام إتش 264 وإتش.263 أو في بي 8[59] لترميز الفيديو
- صوت عريض النطاق مع سيلك و جي.722 و سبيكس وأوبوس[59]
- دعم إشارات متعددة الترددات ثنائية النغمة مع بروتوكول بدء جلسة إنفو، بروتوكول النقل في الوقت الحقيقي (آر إف سي 2833/آر إف سي 4733)، وداخل النطاق
- زيروكونف عبر ميدنس / دي إن إس-إس دي (على غرار أبل بونجور)
- الامتداد الآمن لنظام أسماء النطاقات
- دعم الفيديو الجماعي (جيتسي فيديوبريدج)[60]
- إخفاء فقدان الحزمة باستخدام برامج الترميز سيلك وأوبس[61][62]

## الاستقبال والاستخدام
في اختبار أجري في أبريل 2020 لخدمات مؤتمرات الفيديو، أوصت مراجعة المنتج الأمريكية المملوكة لصحيفة نيويورك تايمز قاطع الأسلاك بلقاء جيتسي كواحد من اختياريها (بعد سيسكو ويبيكس الأكثر ثراءً بالميزات والذي وجدته مفضلًا للمجموعات الكبيرة والمؤسسات)، مشيرة إلى أن جيتسي كان «سهل الاستخدام وموثوقًا به» وأن «جودة الفيديو وجودة الصوت في اختبارنا كانتا رائعتين - أكثر وضوحًا ووضوحًا بشكل ملحوظ من زووم أو ويبيكس».
خلال جائحة فيروس كورونا في أبريل 2020، أبلغت 8 إكس 8 عن 10.4 مليون مستخدم نشط على مستوى العالم شهريًا.
قامت العديد من المنظمات والجامعات بإنشاء خدمات مؤتمرات الفيديو الخاصة بها المستندة إلى جيتسي، من بينها فيركوم مع فيرميتنغ، المستضافة على مجموعة كوبيرنيتيس قابلة للتطوير في الاتحاد الأوروبي أو جامعة جوته في فرانكفورت.
تحذر منظمة الشجاعة الرقمية غير الربحية في عام 2023 من استخدام خدمة meet.jit.si المجانية، لأنها ليست خالية من التتبع، وتتطلب المصادقة إما على جوجل أو غيت هاب أو فيسبوك، وتستضيفها خدمات أمازون ويب والتي لا تعتبر متوافقة مع النظام الأوروبي العام لحماية البيانات.

## وصلات خارجية
- الموقع الرسمي